# Itxako Reyno de Navarra
Itxako Reyno de Navarra (pierwotnie Sociedad Deportiva Itxako) – hiszpański klub piłki ręcznej kobiet z siedzibą w Estelli. Został założony w 1972 roku, rozwiązany w 2013.

## Osiągnięcia
- 3-krotny mistrz Hiszpanii: 2009, 2010, 2011
- 1-krotny wicemistrz Hiszpanii: 2008
- 1-krotny zdobywca Pucharu Królowej: 2010
- 1-krotny zdobywca Superpucharu Hiszpanii: 2010
- 1-krotny zdobywca Pucharu EHF: 2009
- 1-krotny finalista pucharu EHF: 2008

## Kadra 2011/12
- Macarena Aguilar
- Begoña Fernández
- Carmen Martín
- Nerea Pena
- Andrea Barnó
- Silvia Navarro
- Jessica Alonso
- Emilija Turej
- Raphaëlle Tervel
- Alexandrina Barbosa
- Maja Zebić
- Deonise Cavaleiro
- Mirjana Milenković